# Stadion Pod Vinicí
Stadion Pod Vinicí je fotbalový stadion, který se nachází ve východočeském městě Pardubice. Své domácí zápasy zde odehrává fotbalový klub FK Pardubice. Maximální kapacita stadionu činí 3 000 sedících diváků. Areál je ve vlastnictví organizace TJ Tesla Pardubice.
Stadion byl vybudován v roce 1934 díky aktivitě fotbalového klubu AFK Pardubice, který v roce 1931 ztratil v Pardubicích své domácí hřiště, na jehož místě byl vybudován Letní stadion. Stadion Pod Vinicí byl postaven na pozemcích fy. Rainberg, jeho slavnostní otevření proběhlo 16. září 1934 a prvním zápasem bylo mistrovské utkání AFK Pardubice - SK Heřmanův Městec s výsledkem 9:1. Utkání zahájil slavnostní akt, při kterém pardubický letec Jaroslav Lonek v letadle vlastní konstrukce obletěl hřiště a shodil na něj nový míč.
Stadion prošel během let několika dílčími rekonstrukcemi, ta zatím poslední proběhla v roce 2012, která zahrnovala úpravy interiéru tribun a jejich následnému osázení jednotlivými sedačkami.